# 2-й Парковый мост
2-й Па́рковый мост — автодорожный железобетонный балочный мост через реку Чухонку в Петроградском районе Санкт-Петербурга.

## Расположение
Расположен в створе Крестовского проспекта.
Ближайшая станция метрополитена — «Крестовский остров». 

## Название
Название известно с конца 1940-х годов, когда были пронумерованы существовавшие мосты через Чухонку и мост стал называться 2-м Парковым (1-й Парковый мост располагался по оси Батарейной дороги). Название связано с тем, что мост находится в Приморском парке Победы. 

## История
В 1806 году на этом месте был построен деревянный мост, который неоднократно перестраивался и ремонтировался. В 1954 году деревянные прогоны моста заменили на металлические балки. Мост стал трёхпролётным, но опоры и верхнее строение остались деревянными. Взамен деревянного на мосту было установлено металлическое ограждение с Львиного моста через канал Грибоедова. Существующий мост возведён в 1978 году по проекту инженера Ленгипроинжпроекта Л. Н. Соболева и архитектора И. А. Москвина для обеспечения подъезда к стадиону им. Кирова. 

## Конструкция
Мост однопролётный железобетонный балочный. Пролётное строение состоит из типовых сборных плит. Фасады моста оформлены декоративными арками с рустовкой под камень. Устои из монолитного железобетона на свайном основании. Общая длина моста составляет 21,1 м, ширина — 16,5 м.
Мост предназначен для движения автотранспорта и пешеходов. Проезжая часть моста включает в себя 2 полосы для движения автотранспорта. Покрытие проезжей части и тротуаров — асфальтобетон. Тротуары отделены от проезжей части высоким гранитным поребриком. Перильное ограждение металлическое, простого рисунка, завершается на устоях гранитными тумбами.